# Terranova Sappo Minulio
Terranova Sappo Minulio község (comune) Olaszország Calabria régiójában, Reggio Calabria megyében.

## Fekvése
A Gioia Tauro-i síkság délkeleti részén fekszik. Határai: Molochio, Taurianova és Varapodio.

## Története
Az írásos emlékek tanúsága szerint Manfréd, Szicília régense és királya uralkodása idején alapították. Erődítménye a 13. század első felében épült. A középkorban nemesi családok birtokolták. 1354-ben a celesztinusok építettek egy kolostort területén. Virágkorát a 16. században élte, amikor 7000-9000 lakosa volt. Korabeli épületeinek nagy része az 1783-as calabriai földrengésben elpusztult. A 19. században nyerte el önállóságát, amikor a Nápolyi Királyságban felszámolták a feudalizmust. Rövid ideig, 1928 és 1946 között Taurianova része volt.

## Népessége
A népesség számának alakulása:

## Főbb látnivalói
- SS. Crocefisso-templom
- San Martino-templom